# Список національних парків Іспанії
В Іспанії існує п'ятнадцять національних парків: десять на Піренейському півострові і п'ять на Канарських і Балеарських островах. Розташовані в дванадцяти з сімнадцяти автономних областях Іспанії. Найбільше парків на Канарських островах — чотири, в Андалусії, Кастилія-Ла-Манча, Кастилія-Леоне — по два. П'ять автономних областей Іспанії не мають національних парків: Країна Басків, Ріоха, Мурсія, Наварра, Валенсія.

## Національні парки
| №  | Назва                             | Оригінальна назва                                                   | Площа, км² | Дата заснування | Зображення |
| -- | --------------------------------- | ------------------------------------------------------------------- | ---------- | --------------- | ---------- |
| 1  | Айгуес-Тортес-і-Лаго-Сан-Маурісіо | ісп. Parc Nacional d'Aigüestortes i Estany de Sant Maurici          | 141190     | 1955            |            |
| 2  | Гарахонай                         | ісп. Parque nacional de Garajonay                                   | 39840      | 1981            |            |
| 3  | Доньяна                           | ісп. Parque Nacional y Natural de Doñana                            | 542520     | 1969            |            |
| 4  | Іслас Атлантікас де Галісія       | ісп. Parque Nacional de las Islas Atlánticas de Galicia             | 84800      | 2002            |            |
| 5  | Кабаньєрос                        | ісп. Parque Nacional de Cabañeros                                   | 408560     | 1995            |            |
| 6  | Кабрера                           | ісп. Parque Nacional Marítimo-Terrestre del Archipiélago de Cabrera | 100210     | 1991            |            |
| 7  | Монфрагуе                         | ісп. Parque Nacional Monfragüe                                      | 183960     | 2007            |            |
| 8  | Ордеса-і-Монте-Пердідо            | ісп. Parque nacional de Ordesa y Monte Perdido                      | 156080     | 1918            |            |
| 9  | Пікос де Еуропа                   | ісп. Parque Nacional de Picos de Europa                             | 671270     | 1918            |            |
| 10 | Сьєрра де Гуадаррама              | ісп. Parque Nacional de la Sierra de Guadarrama                     | 339600     | 2013            |            |
| 11 | Сьєрра-Невада                     | ісп. Parque nacional de Sierra Nevada                               | 858830     | 1999            |            |
| 12 | Таблас Дайм'єль                   | ісп. Parque Nacional de las Tablas de Daimiel                       | 30300      | 1973            |            |
| 13 | Кальдера де Табурієнте            | ісп. Parque Nacional de la Caldera de Taburiente                    | 46900      | 1954            |            |
| 14 | Тейде                             | ісп. Parque nacional del Teide                                      | 189900     | 1954            |            |
| 15 | Тіманфайя                         | ісп. Parque Nacional de Timanfaya                                   | 51070      | 1974            |            |

### Ресурси Інтернету
Міністерство сільського господарства і довкілля Іспанії [Архівовано 22 жовтня 2021 у Wayback Machine.]